# Gòtic (llengua)
El gòtic és una llengua extinta de la branca oriental (o òstic) de les llengües germàniques. És propera al burgundi i era la llengua pròpia dels gots, tant dels ostrogots com dels visigots.

## Història
El gòtic es parlava en certes àrees de l'actual Alemanya oriental als primers segles de la nostra era, però el seu ús es va estendre per gran part d'Europa (des de Bulgària i Crimea fins a Itàlia i la península Ibèrica) arran de les invasions godes dels segles IV i V.
El gòtic va anar decaient a mitjans del segle vi, a causa en part de la derrota militar que van patir els gots a mans dels francs, l'eliminació dels gots a la península itàlica, la conversió massiva al catolicisme romà de parla llatina i l'aïllament geogràfic. La llengua va sobreviure a la Península Ibètica no més enllà del segle viii, i l'autor franc Walafrid Strabo va escriure que encara es parlava a la zona baixa del Danubi i en regions muntanyoses aïllades a Crimea a principis del segle ix (vegeu gòtic de Crimea). En manuscrits posteriors al segle ix, han aparegut expressions semblants al gòtic que poden no pertànyer ja a aquesta llengua per les grans diferències en qüestió de morfologia i fonètica.
Cap al segle vii, es considera extinta amb una particular excepció: fins al segle xviii, va resistir una petita població de parla gòtica a Crimea. El descobriment d'aquesta comunitat va succeir al segle xvi. Hi ha una carta de l'ambaixador flamenc en l'Imperi otomà, Oghier Ghislain de Busbecq, explicant que s'havia reunit amb dos representants d'un poble que semblaven parlar una llengua germànica i tenien costums de tipus germànic. Ell mateix va registrar un petit lèxic de paraules i frases, 18 números i les tres primeres estrofes d'una cançó.
Avui en dia, es pensa que aquesta llengua supervivent prové del dialecte ostrogot.
Tot i això, el gòtic antic ens ha arribat enregistrat gràcies a l'obra del bisbe Úlfila, missioner a la zona del Danubi a mitjans del s. IV. El bisbe Ufilas va traduir la Bíblia al gòtic i, per fer-ho, va inventar un alfabet, l'alfabet gòtic, format per 27 lletres (25 preses de l'alfabet grec i 2 del rúnic). Amb aquest alfabet, s'escrivia de dreta a esquerra i amb escriptura contínua (sense separació entre paraules). Aquesta Bíblia no ha arribat sencera sinó de manera fragmentària fins als nostres dies. La majoria de fragments van ser descoberts al segle vi al nord d'Itàlia. A banda d'unes quantes inscripcions en alfabet rúnic, aquests registres gòtics són els més antics que han arribat fins avui d'una llengua germànica. Amb els coneixements disponibles del gòtic antic i del gòtic de Crimea s'ha pogut reconstruir amb alta fiabilitat aquesta llengua.

## Morfologia
El gòtic preserva molts trets arcaics indoeuropeus que no sempre estan presents en llengües germanes modernes; en particular, té una declinació molt rica i complexa. Té els casos nominatiu, acusatiu, genitiu i datiu, així com certs vestigis del cas vocatiu, que era de vegades idèntic al nominatiu i en d'altres a l'acusatiu. Té tres gèneres gramaticals; masculí, femení i neutre, que encara en moltes llengües germàniques es mantenen, com ara l'alemany, l'islandès i relativament en el neerlandès, danès, noruec i suec.
Una de les característiques que criden més l'atenció de les llengües germàniques és la divisió dels noms entre aquells amb declinació feble i aquells amb declinació forta. Aquesta separació és particularment important en el gòtic. Mentre un nom només pot pertànyer a una classe de declinació, depenent de la seva arrel, alguns adjectius poden ser declinats amb les dues formes, depenent del seu significat. Un adjectiu emprat amb un significat particular i acompanyat per un article díctic, com els pronoms demostratius sa, þata, o so, que actuen com a articles definits, prenen una declinació feble, mentre que adjectius usats amb articles indefinits prenen una declinació forta.
Aquest procés s'observa en l'alemany i el suec, en què els adjectius són declinats no solament segons el gènere i el nombre, sinó també segons la seva forma determinada / indeterminada:
- Filiació: llengua indoeuropea, germànica, germànica oriental.
- Gramàtica
  - Fa distinció entre vocal breu i llarga.
  - Té dos gèneres (masculí i femení) i dos nombres (singular i plural).
  - Presenta quatre casos declinatius (nominatiu, acusatiu, genitiu i datiu), que afecten també els adjectius.
  - El verb es conjuga en indicatiu i subjuntiu, en dos temps (present i pretèrit) i en tres nombres (singular, plural i dual).
- Lèxic
  - Ou ada
  - Pedra ael
  - Poma apel
  - Mal atochta
  - Barba bars
  - No ni
  - Tot allata
  - 1 ains
  - 2 twai
  - 3 theija
  - 4 fidwor
  - 5 fimf
  - 6 saihs
  - 7 sibun
  - 8 ahtau
  - 9 niun
  - 10 taihun
- Dialectes
  - Ostrogot
  - Visigot
  - Got de Crimea